# Mirebalais (gemeente)
Mirebalais (Haïtiaans-Creools: Mibalè) is een stad en gemeente in Haïti met 98.000 inwoners. De plaats ligt aan de Artibonite-rivier, 40 km ten noordoosten van de hoofdstad Port-au-Prince. Het is de hoofdplaats van het gelijknamige arrondissement in het departement Centre.
Er wordt koffie, limoenen, suikerriet, sisal, katoen en rijst verbouwd. Ook vindt er industriële verwerking van rietsuiker plaats.
Er is een ziekenhuis met 28 bedden en 229 medewerkers.

## Indeling
De gemeente bestaat uit de volgende sections communales:
| Nr. | Naam         | Km²   | Inw.2015 |
| --- | ------------ | ----- | -------- |
| 1   | Gascogne     | 76,95 | 22.562   |
| 2   | Sarazin      | 93,40 | 14.126   |
| 3   | Grand Boucan | 77,12 | 16.396   |
| 4   | Crête Brûlée | 83,40 | 44.671   |